# Benjamin Jamieson
Benjamin Jamieson (Ontario, 15 de març de 1874 - Victoria, Colúmbia Britànica, 3 de desembre de 1915) va ser un jugador de lacrosse canadenc que va competir a principis del segle xx. El 1904 va prendre part en els Jocs Olímpics de Saint Louis, on guanyà la medalla d'or en la competició per equips de Lacrosse, com a membre de l'equip Shamrock Lacrosse Team.